# Rhyacophila manna
Rhyacophila manna är en nattsländeart som beskrevs av Malicky och Chantaramongkol 1993. Rhyacophila manna ingår i släktet Rhyacophila och familjen rovnattsländor. Inga underarter finns listade i Catalogue of Life.